# Snezhana Mikhaylova
Snezhana Mikhaylova (en bulgare Снежана Михайлова), née le 29 janvier 1954 à Tryavna est une joueuse bulgare de basket-ball, médaillée aux Jeux olympiques d'été de 1976 et de 1980. 

## Palmarès
- Médaillée de bronze olympique 1976
- Médaillée d'argent olympique 1980[2]